# Midori Snyder
Pour les articles homonymes, voir Snyder.
Œuvres principales
- Les Innamorati

Midori Snyder, née le 1er janvier 1954 à Santa Monica en Californie, est une écrivaine américaine de fantasy.

## Œuvres

### SérieDinotopia Universe
- (en) Hatchling, Random House, 1995Tome 3 des Dinotopia Digest Novels
- (en) Dinotopia Picturebook, Random House, 1999

### SérieThe Queen's Quarter
1. (en) New Moon, Ace Books, 1989
2. (en) Sadar's Keep, Unwin Paperbacks, 1990
3. (en) Beldan's Fire, Tor Books, 1993

### Romans indépendants
- (en) Soulstring, Ace Books, 1987
- (en) The Flight of Michael McBride, Tor Books, 1994
- Les Innamorati, Rivages, 2001 ((en) The Innamorati, Tor Books, 1998)Prix Mythopoeic 2001
- (en) Hannah's Garden, Viking Press, 2002
- (en) Except the Queen, Roc / New American Library, 2010Co-écrit avec Jane Yolen